# شراب خام
شراب خام نام یک رمان جنایی معروف از اسماعیل فصیح است که در سال ۱۳۴۷ در تهران منتشر شد. داستان درباره هروئینی شدن و مرگ دو خواهر، یعنی مهین و زهرا حمیدی است.